# Kfz-Kennzeichen (Vanuatu)

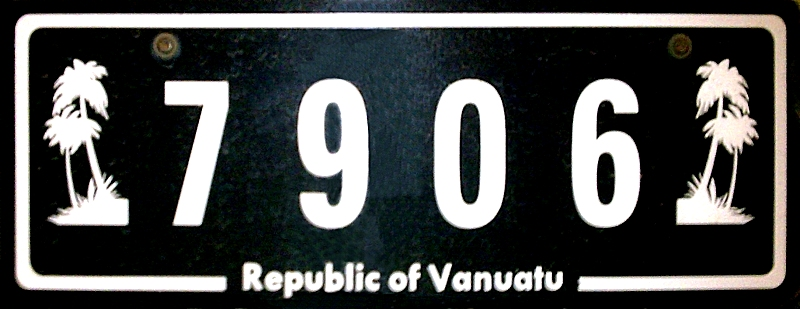
Kennzeichen aus Vanuatu

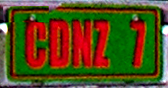
Diplomatenkennzeichen

Die Kfz-Kennzeichen von Vanuatu sind schwarz und besitzen eine weiße Aufschrift. Sie zeigen in der Regel vier Ziffern. Mietwagen zeigen ein weißes H auf grünem Grund vor den Ziffern. Bei Bussen und Taxis steht der Buchstabe B bzw. T in rot auf weiß am Beginn des Schildes. Diplomatenkennzeichen besitzen einen dunkelgrünen Hintergrund und eine orangefarbene Aufschrift. Nach den Buchstaben CD folgt die Abkürzung des Herkunftslandes (z. B. CHN für China) und eine fortlaufende Nummer. Vanuatu ist somit eines der wenigen Länder, die das Herkunftsland auf Diplomatenkennzeichen nicht durch Ziffern oder Buchstaben kodieren.
Obwohl der Inselstaat im Südpazifik liegt und nur mit dem Flugzeug oder dem Schiff erreicht werden kann, tauchen dennoch Fahrzeuge aus Vanuatu in Europa auf. Der Grund dafür besteht darin, dass diverse Firmen anbieten, ausländische Fahrzeuge steuergünstig in Vanuatu zuzulassen. Ein Wohnsitz auf den Inseln ist dafür nicht erforderlich. Die Kennzeichen werden dem Halter postalisch zugesandt. Diese Nummernschilder zeigen an den Rändern jeweils zwei Palmen, dazwischen vier Ziffern und am unteren Rand den Schriftzug Republic of Vanuatu.